# Gurdwara Bangla Sahib
Gurdwara Bangla Sahib est le plus grand temple sikh d'Inde et un lieu de culte important de la religion sikh.
Connu pour son dôme doré et son vaste bassin destiné aux ablutions, ce temple est situé près de Connaught Place, à New Delhi.